# Staatliche Ballettschule und Schule für Artistik (Berlin)

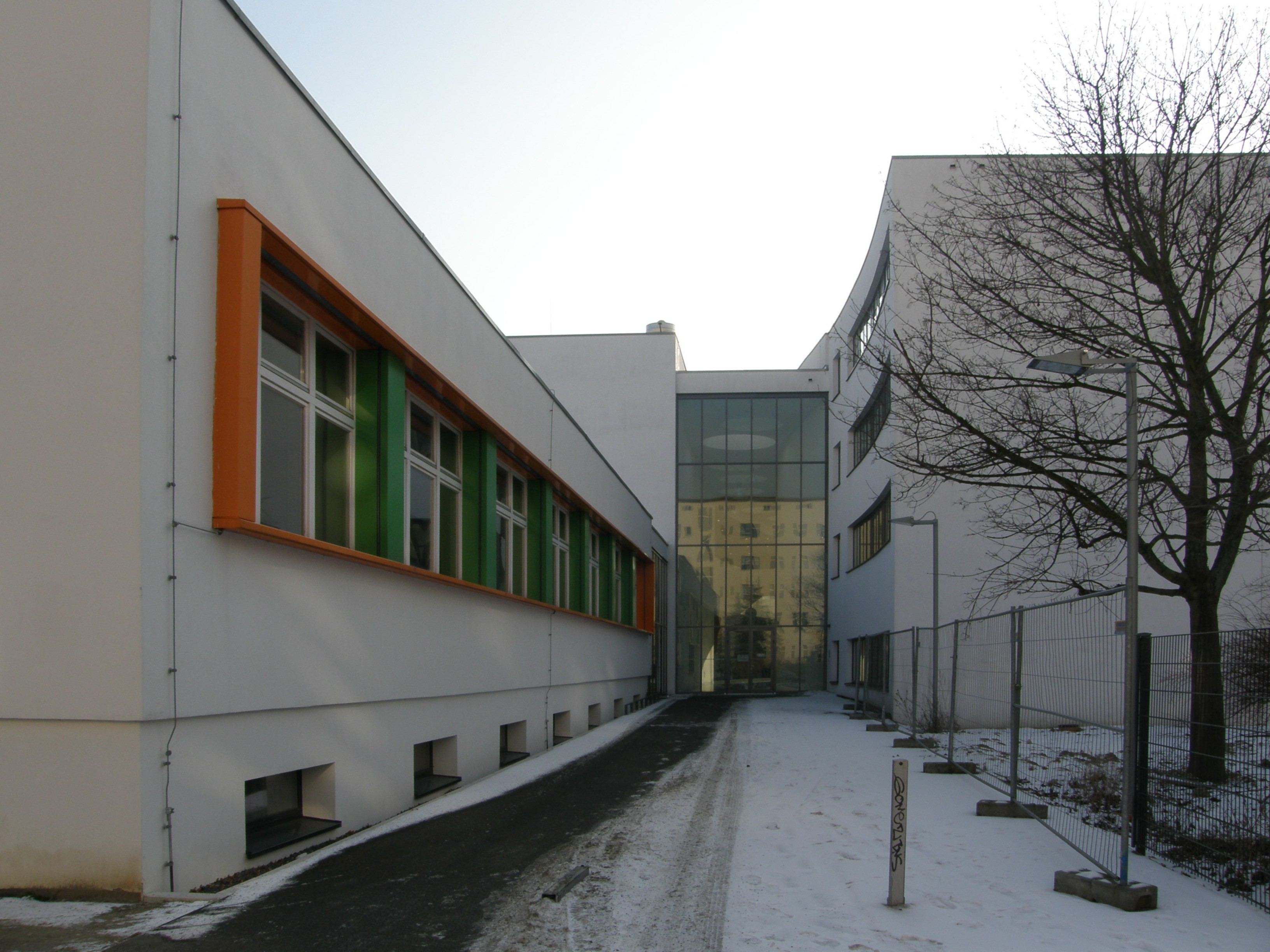
Nebeneingang in die Schule von der Gubitzstraße aus

Die Staatliche Ballett- und Artistikschule Berlin entstand 1991 durch den Zusammenschluss der Ballett- und der Artistenschule. Heute werden an dieser Schule die Fachrichtungen Bühnentanz und Artistik gelehrt. Die Staatliche Ballettschule Berlin ging aus einer auf Anregung durch Gret Palucca 1951 gegründeten  Ausbildungsstätte der DDR für Ballett in Berlin hervor. 1956 wurde unabhängig davon die Staatliche Schule für Artistik zur Ausbildung für Artisten eingerichtet.
Nach der politischen Wende von 1990 führte das Land Berlin beide in Ost-Berlin bestehenden Schulen und deren Finanzierung unter dem Namen „Staatliche Ballettschule und Schule für Artistik“ zusammen. 2010 folgte der Neubau am einheitlichen Standort.

## Ballettschule

### Geschichte
Die Ballett-Schule wurde am 24. Oktober 1951 als Staatliche Ballettschule der DDR zunächst als „Fachschule für Künstlerischen Tanz“ gegründet. Sie hatte ihren Sitz in der Niederlagstraße 3 in Berlin-Mitte und bot eine dreijähriger Ausbildung in zwei Fachrichtungen an:
- Neuer Künstlerischer Tanz unter Leitung von Marianne Vogelsang und
- Klassischer Tanz geleitet von Hans-Joachim Scheibe.

Ab 1953 übernahm Hans-Joachim Scheibe die Gesamtleitung der Schule. Im gleichen Jahr wurden erstmals auch Kurse zur Weiterbildung für Tänzer angeboten. 1954 wurde die Hauptausbildung auf vier Jahre verlängert. 1958 wurde die Ausbildungsstätte in „Staatliche Ballettschule Berlin“ umbenannt und eine fünfjährige Ausbildung eingeführt. Mitte der 1950er Jahre begann die Zusammenarbeit mit der Deutschen Staatsoper Unter den Linden, wobei die Schülerinnen und Schüler erste Bühnenerfahrung erwerben können. In den Jahren 1960 und 1961 führten die Ballettschülerinnen und -schüler mehrfach ihre erste eigene Vorstellung, das Märchenballett in 10 Bildern Die Prinzessin und die sieben Ritter, in der Staatsoper und anderen Häusern auf. In der Folgezeit entstanden auch Kooperationen mit der Komischen Oper Berlin und dem Friedrichstadt-Palast.
Ab 1959 kam unter der Leitung von Erika Wittig eine dreijährige Spezialausbildung für Folklore hinzu. Die Ausbildung im klassischen Tanz wurde an das Vorbild sowjetischer Ballettschulen vor allem der Waganowa-Methode angepasst. Gleichzeitig wurde die Abteilung Neuer Künstlerischer Tanz aufgelöst. 1963 wurde die Schulzeit ab der 5. Klasse auf sieben Jahre geändert.
1969 zog die Schule in einen Neubau mit Internat in der Erich-Weinert-Straße 103 / Ecke Gubitzstraße in Berlin-Prenzlauer Berg um und 1981 kam ein erster Erweiterungsbau hinzu. Die Staatliche Ballettschule Berlin war neben der Palucca Schule Dresden und der Ballettschule der Leipziger Oper eine von drei staatlichen Ballettschulen in der DDR. Mit der Wende übernahm das Land Berlin Führung und Finanzierung dieser Schule. Im Jahr 1991 erfolgte der Zusammenschluss der Ballettschule mit der Schule für Artistik zu einer einheitlichen Berliner Einrichtung.

### Ausbildungszeiten
Die Ballettschüler werden ab der 5. Klasse im normalen Schulbetrieb nach Berliner Lehrplan ausgebildet, wobei auf den Fächern Tanz und Sport gemäß der Ausrichtung der Schule besonderes Gewicht liegt. Das Schulmodell bietet den Realschulabschluss mit der 10. Klasse und wahlweise den gymnasialen Abschluss mit Abitur. In Zusammenarbeit mit der Hochschule für Schauspielkunst „Ernst Busch“ Berlin ist ein Bachelorabschluss möglich. Der Internatsbetrieb bietet Platz für 70 Bewohner bei insgesamt 285 Schülern. Bis zur Fertigstellung des neuen Gebäudes 2011 waren 40 Schüler in einem externen Gebäude in Lichtenberg untergebracht.
Seit mehreren Jahren kooperiert die Staatliche Ballettschule mit dem Kinder- und Jugendprogramm des „internationalen literaturfestivals berlin“. 2011 wurde für das Kinderbuch Frerk, du Zwerg! des deutschen Autors Finn-Ole Heinrich eine Ballettversion erstellt, die im September während dieses Festivals vor dem Autor aufgeführt wurde.

### Landesjugendballett Berlin
Ab 2017 gab es an der Staatliche Ballettschule für wenige Jahre das Landesjugendballett.

## Artistenschule
Die Staatliche Artistenschule wurde im September 1956 gegründet und feierte somit 2006 ihr 50-jähriges Bestehen. Jedes Jahr präsentieren die Akteure, die ihre Abschlussprüfung als „Staatlich geprüfte Artistin/geprüfter Artist“ bestanden haben, bei der feierlichen Absolventen-Gala im Wintergarten Varieté dem Publikum ihr Können. 90 Artistenschüler werden mit regulärem Unterricht in den Fächern nach Berliner Lehrplan (Mathematik, Deutsch, Englisch, Sport und andere) unterrichtet. Entsprechend der Ausrichtung der Schule und dem individuellen Lernziel kommen jeden Tag mehrere Stunden Artistiktraining hinzu, so dass nicht jeder den straffen Stundenplan durchhält. „Unsere Klasse ist von elf auf vier Leute geschrumpft […] Anfangs denken alle, es reicht, ein bisschen Sport zu machen, um auf der Bühne stehen zu können.“ Um als Artist für Zirkus, Varieté oder Film erfolgreich zu sein, brauchen sie außer Talent, Glück und Beziehungen eine große Portion Ehrgeiz. Die Ausbildung unterliegt den gleichen Vorsätzen wie in der Ballettschule, so ist der Abschluss bis zum Abitur möglich. Seit 2008 wird der Artisten-Förderpreis „Sprungbrett“ an eine Absolventin oder einen Absolventen der Artistenschule verliehen.

### Absolventenshow
Anfang der 2000er Jahre entstand die Idee einer Show der Absolventen. 2005 ging erstmals eine Absolventenklasse mit einer selbst erarbeiteten Show auf eine bundesweite Tournee. Die erste Show trug den Namen Hut ab! Seit dem ersten Jahr ist der Absolvent Maik M. Paulsen in verschiedenen rechtlichen Konstellationen für das Management der Absolventenshow verantwortlich, seit 2019 mit seiner eigenen Produktionsfirma Paulsen & Consorten. 2008 gastierte die Absolventenshow mit der Show No Roots mit einem Auftritt in London erstmals im Ausland.

## Schulbauten und Schulneubauten

### Planungen für Umgestaltung und Neubauten

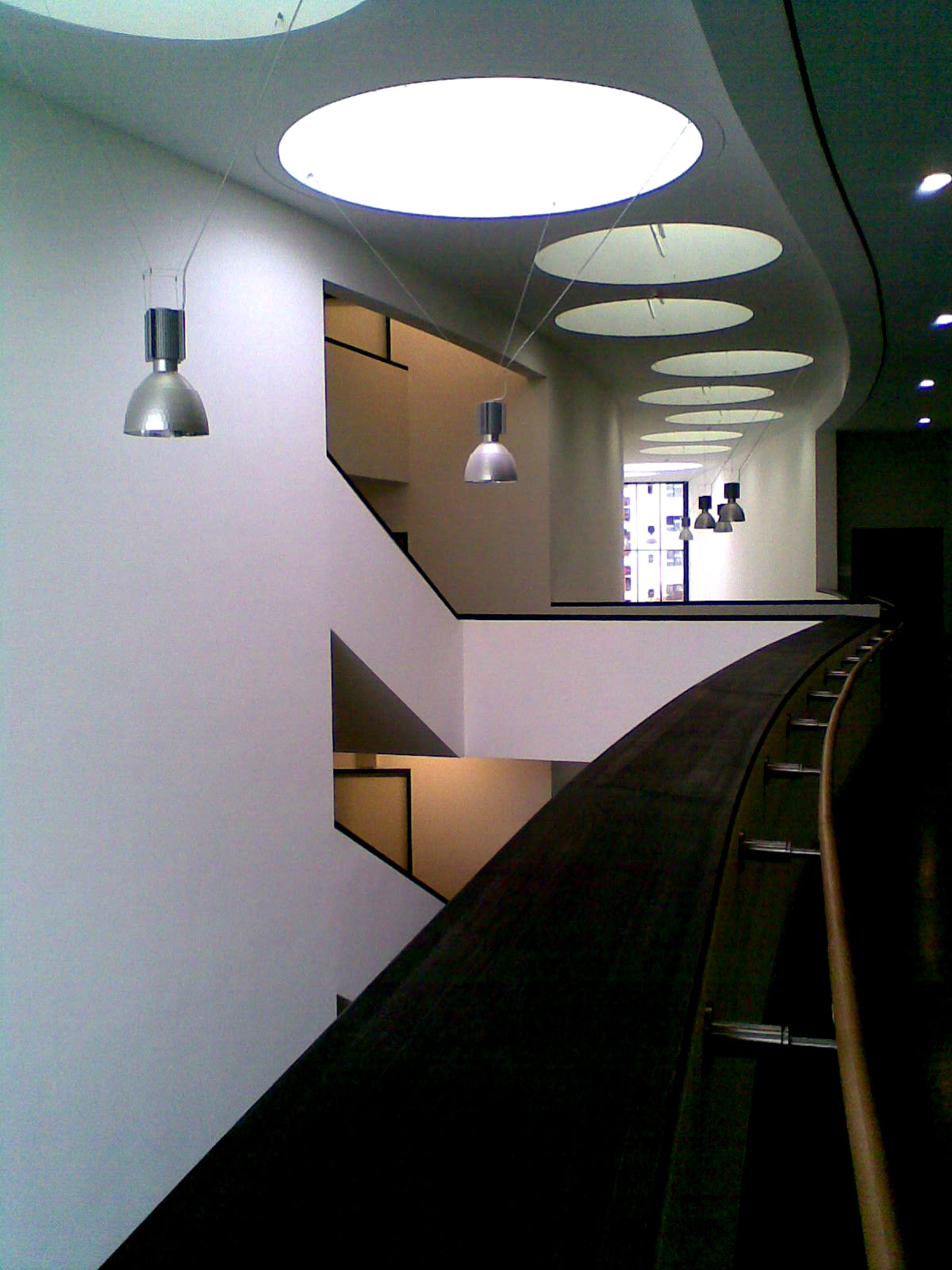
Der Mittelteil des Schulgebäudes in der ersten Etage, durch den die Theorie (Schulgebäude) von der Praxis (Ballettsäle) getrennt und vereinigt wird.

Nach der langjährigen Nutzung der Schulbauten und dem Neubau der Trainingshalle im Jahre 2002 entschied das Land Berlin als Träger, die Schule komplett zu erneuern. Durch die Stilllegung einer benachbarten Grundschule wurde Platz für einen Neubau frei, auf dem ein vom Schultrakt abgeteilter Saaltrakt entstand. Die räumliche Vereinigung mit der „Schule für Artistik“ erfolgte 2010 und der entstandene Campus nahe der Wohnstadt Carl Legien wird für beide vorher getrennten Schulen gemeinsam betrieben.
Das Architektenbüro gmp Architekten von Gerkan Marg und Partner gewann 2006 den Realisierungswettbewerb der Senatsverwaltung für Stadtentwicklung. Der Neubau nach den Entwürfen umfasste den Umbau eines der beiden vorhandenen Schulgebäude als ausgemauerter und verputzter Stahlbeton-Skelettbau. Mit der Planung entstand auf dem Areal zwischen Erich-Weinert-, Gubitz-, Schieritz- und Hosemannstraße ein einheitlicher Standort für die Staatliche Ballettschule und Schule für Artistik mit allen notwendigen Gebäuden. Um Baufreiheit zu erreichen, wurde das zweite Schulgebäude parallel dazu abgerissen. Dieser DDR-Schulstandardtyp wurde vorher als Grundschule für die Ballettschüler genutzt. Der Abriss der auf dem Grundstück benachbarten Grundschule schaffte seit 2009 den Platz für die Neubauten. Das alte Gebäude der Ballettschule wurde entkernt und neu gestaltet.
Mit dem fertigen Neubau der Ballettsäle im Praxisgebäude wurde die Zwischenlösung der Balletthalle aus dem Jahre 2002 für die Artistenausbildung nutzbar. Durch diesen Trainingsplatz wurde die räumliche und organisatorische Zusammenführung beider staatlichen Schulen in Berlin erleichtert. 2011 wurde die angrenzende alte Turnhalle abgebaut. Die restlichen Bauarbeiten, vor allem an den Fassaden, der Neubau des Internats und die Grünflächen sind 2012 abgeschlossen worden. Koordinierung und Leitung aller Arbeiten oblag dem Ingenieurbüro Strempel und Große aus Berlin-Mahlsdorf.

### Die Neubauten
- Gymnastiksaal (80 m²)

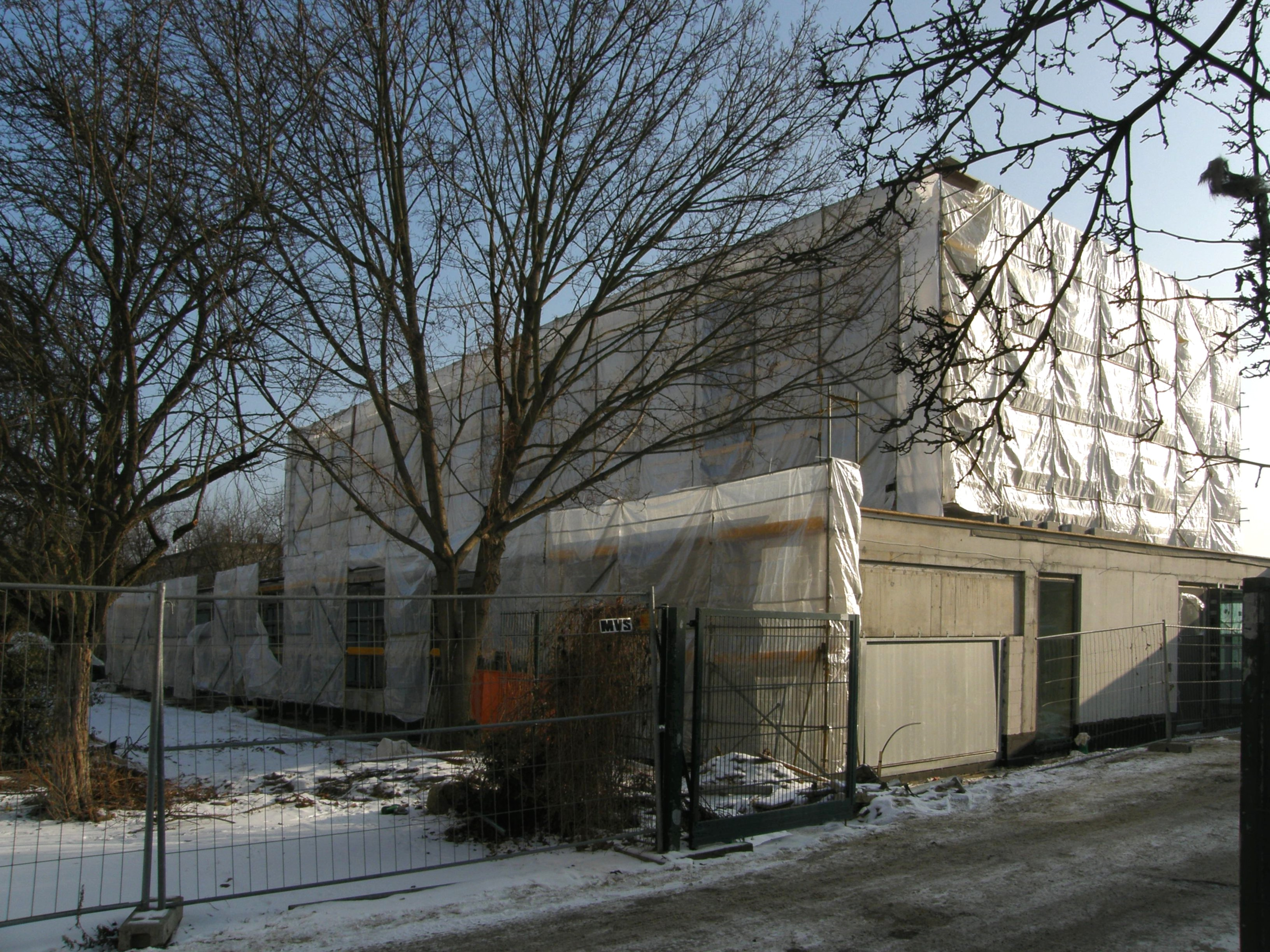
Arbeiten am Internat im Februar 2012

- Tanzsaalgebäude mit vier Sälen zu 145 m² und vier Sälen von 240 m²
- Studiobühne von 500 m², die die jetzige Übungshalle an der Gubitzstraße ersetzen soll
- ein neues viergeschossiges Internatsgebäude
- ein regulärer Campus mit Grün- und Freiflächen.

Der südliche Teil für die theoretische Ausbildung und die nördlichen Anlagen der praktischen Ausbildung sind mit einer „grünen Magistrale“ im Gelände verbunden worden, so dass ein Campus entstand. Nach Abschluss der Schulbauten wurde entlang der Gubitzstraße das neue Internat für alle derzeitigen 285 Schüler errichtet.
Die Ballettsäle in einem Neubau mit 2500 Quadratmetern Ballettsaalfläche sowie Umkleidekabinen und verschiedenen Funktionsräumen wurden am 4. November 2010 an die Staatliche Ballettschule und Schule für Artistik Berlin übergeben. Der wesentliche Teil des Umbaus und der Sanierung wurde 2010 abgeschlossen. Die Baukosten für die Schulsanierung, den Umbau und den Neubau von Internat und Sälen sowie der notwendigen Freianlagen betrugen rund 24 Millionen Euro. Dabei kamen 90 Prozent aus dem Förderprogramm GA „Gemeinschaftsaufgabe zur Förderung der regionalen Struktur“ unter Mitwirkung der EU (Europäischer Fonds für regionale Entwicklung) und 10 Prozent stellte das Land Berlin bereit. Die Schulkapazität erhöht sich auf 348 Ausbildungsplätze.

„Dieser Neubau der Ballettsäle für die Bühnentanzausbildung und die Modernisierung des Theoriegebäudes sind eine gute Investition des Landes Berlin in die Zukunft. Die Schule zeigt, wie die Verbindung von Ausbildung und Bildung erfolgreich gelebt und erlebt werden kann. Schüler aus Deutschland lernen und studieren hier selbstverständlich mit ihren Altersgenossen aus Japan und der Türkei, aus Brasilien und Italien – 28 verschiedenen Nationen begegnen sich täglich. Die Bewerber kommen aus allen sozialen Schichten und aus allen religiösen Welten. Integration funktioniert hier erfolgreich und konfliktfrei.“

## Absolventen (Auswahl)
An dieser Schule erfolgt seit 2006/2007 eine professionelle Tanzausbildung mit dem Abschluss „Bühnentänzer/in (BA)“ als Bachelor-Studiengang „Bühnentanz“ in Verbindung mit verschiedenen Modellen schulischer Bildung einschließlich des Abiturs. Es wurden Gastschüler aus Australien, Belgien, Brasilien, Finnland, Italien, Japan, Niederlande, Österreich, Mexiko, Schweiz, Uruguay und den USA ausgebildet. Die Liste der Absolventen im Fachbereich Artistik und im Fachbereich Ballett ist auf der Homepage der Schule zugänglich.

### Ballett
- Christel Bodenstein
- Bürger Lars Dietrich
- Jutta Deutschland
- Beatrice Knop
- Oliver Matz
- Patricia Meeden
- Steffi Scherzer
- Gregor Seyffert
- Manon Straché
- Renée Weibel
- Katja Wünsche

### Artistik
- Yvo Antoni
- Tom Breck
- Ilian Simeonow
- Ronald Jopt
- Rémi Martin (Artist)
- Johann Prinz
- Leonie Körner